# Truth and Soul
Albums de Fishbone
It's a Wonderful Life
(1987) Set the Booty Up Right
(1990)
Truth and Soul est le deuxième album de Fishbone, sorti en 1988.

## L'album
Succès commercial important, il fait partie des 1001 albums qu'il faut avoir écoutés dans sa vie.

## Fiche technique

### Liste des chansons
| 1. | Freddie's Dead   | Curtis Mayfield                                  | 4:31 |
| 2. | Ma and Pa        | Angelo Moore, Kendall Jones                      | 3:19 |
| 3. | Question of Life | Angelo Moore, Kendall Jones, John Norwood Fisher | 3:02 |
| 4. | Pouring Rain     | Chris Dowd                                       | 5:13 |
| 5. | Deep Inside      | Angelo Moore, John Norwood Fisher                | 1:22 |
| 6. | Mighty Long Way  | John Norwood Fisher                              | 3:26 |

| 7.  | I Like to Hide Behind My Glasses     | Chris Dowd, Angelo Moore                                 | 4:43 |
| 8.  | Bonin' in the Boneyard               | Angelo Moore, John Norwood Fisher, David Kahne           | 4:44 |
| 9.  | One Day                              | Walter Kibby, Kendall Jones, David Kahne                 | 4:34 |
| 10. | Subliminal Fascism                   | Angelo Moore                                             | 1:28 |
| 11. | Slow Bus Movin' (Howard Beach Party) | Kendall Jones, Angelo Moore, Walter Kibby, Philip Fisher | 2:38 |
| 12. | In the Name of Swing                 | Angelo Moore, John Norwood Fisher, David Kahne           | 2:46 |
| 13. | Ghetto Soundwave                     | Kendall Jones                                            | 4:24 |
| 14. | Change                               | Kendall Jones, Chris Dowd                                | 2:58 |

La version européenne présente une liste des titres légèrement différente de la version américaine : les titres 3 (Question of Life) et 6 (Mighty Long Way) sont intervertis. En outre, en dehors de l’Europe, l’album ne contient que 12 titres. I Like to Hide Behind My Glasses et In the Name of Swing ne figurent pas dans cette version, ils seront publiés ultérieurement aux États-Unis sur l’EP Set the Booty Up Right.

### Musiciens
- Chris Dowd : voix, claviers, trombone
- John Norwood Fisher : voix, basse
- Philip Fisher : batterie, percussions
- Kendall Jones : voix, guitares électriques et acoustiques
- Walter A. Kibby II : voix, trompette
- Angelo Moore : voix, saxophone